# Eurocom
Eurocom fue una empresa desarrolladora de videojuegos británica fundada en 1988, específicamente para desarrollar juegos para la Nintendo Entertainment System. Desde entonces Eurocom se fue expandiendo a otras plataformas, principalmente para Sega Mega Drive, y posteriormente a videoconsolas portátiles y videoconsolas de sobremesa más recientes como por ejemplo Xbox 360 y PlayStation 3.
La empresa fue famosa por sus ports de juegos arcade a consolas, pero posteriormente se hizo conocida por trabajar con licencias como Piratas del Caribe: En el Fin del Mundo, Ice Age 2: el deshielo, la serie James Bond 007 y Batman Begins.
El 7 de diciembre de 2012 Activision dio por concluidas las actividades de la división debido a las nulas ventas del videojuego 007 Legends.

## Juegos de Eurocom
- Magician (NES) (1991)
- James Bond Jr. (NES, SNES) (1991)
- Lethal Weapon (NES, Game Boy) (1992)
- Rod Land (Game Boy) (1992)
- Tesserae (PC, Game Boy, Game Gear) (1993)
- Sensible Soccer (Version SEGA Master System) (1993)
- Stone Protectors (SNES) (1994)
- Dino Dini's Soccer (SNES) (1994)
- Brutal: Paws of Fury (SNES) (1994)
- Disney's The Jungle Book (Mega Drive/Genesis, NES, SNES) (1994)
- Family Feud (PC, 3DO, Mega Drive/Genesis) (1994)
- Super Dropzone (SNES) (1994)
- Earthworm Jim (Version de la SEGA Master System, Game Gear, y Gameboy) (1995)
- Super Street Fighter II Turbo (PC) (1995)
- Spot Goes To Hollywood (Mega Drive/Genesis) (1995)
- Mortal Kombat 3 (PlayStation, Saturn) (1996)
- Ultimate Mortal Kombat 3 (PlayStation, Saturn) (1996)
- Maui Mallard in Cold Shadow (SNES) (1996)
- Cruis'n World (N64) (1997)
- Hercules (PlayStation, PC) (1997)
- War Gods (N64, PlayStation) (1997)
- Duke Nukem 64 (N64) (1997)
- Machine Hunter (PlayStation, PC) (1997)
- Mortal Kombat 4 (N64, PlayStation, PC) (1998)
- Disney's Tarzan (PlayStation, PC, N64) (1999)
- Duke Nukem: Zero Hour (N64) (1999)
- NBA Showtime: NBA on NBC (N64, PlayStation) (1999)
- Hydro Thunder (N64, Dreamcast, PC) (1999)
- Mortal Kombat Gold (Dreamcast) (1999)
- 40 Winks (N64, PlayStation) (1999)
- Who Wants to Be a Millionaire? (Game Boy Color) (2000)
- The World Is Not Enough (N64) (2000)
- Crash Bash (PlayStation) (2000)
- NBA Hoopz (PlayStation, PlayStation 2, Dreamcast) (2001)
- Atlantis: The Lost Empire (Game Boy Color, PlayStation) (2001)
- Rugrats: I Gotta Go Party (Game Boy Advance) (2002)
- James Bond 007: Nightfire (Nintendo GameCube, PlayStation 2, Xbox) (2002)
- Harry Potter y la cámara secreta (Nintendo GameCube, Xbox, Game Boy Advance) (2002)
- Buffy the Vampire Slayer: Chaos Bleeds (Nintendo GameCube, PlayStation 2, Xbox) (2003)
- Sphinx y la maldita momia (Nintendo GameCube, PlayStation 2, Xbox) (2003)
- Athens 2004 (PlayStation 2) (2004)
- Spyro: A Hero's Tail (Nintendo GameCube, PlayStation 2, Xbox) (2004)
- Robots (PlayStation 2, Xbox, Nintendo GameCube, PC) (2005)
- Predator: Concrete Jungle (PlayStation 2, Xbox) (2005)
- Batman Begins (Nintendo GameCube, PlayStation 2, Xbox) (2005)
- Ice Age 2: el deshielo (Nintendo GameCube, PlayStation 2, Xbox, PC, Wii) (2006)
- Piratas del Caribe: En el fin del mundo (Xbox360, PlayStation 3, Wii, PlayStation 2, PSP, PC) (2007)
- Beijing 2008 (PlayStation 3, Xbox 360, PC)  (2008)
- The Mummy: Tomb of the Dragon Emperor (DS, PlayStation 2, Wii) (2008)
- Quantum of Solace (PlayStation 2) (2008)
- Ice Age: Dawn of the Dinosaurs (PlayStation 3, Xbox 360, Wii, PS2, PC) (2009)
- G-Force (PlayStation 3, Xbox 360, Wii, PS2, PC) (2009)
- Dead Space: Extraction (Wii) (2009)
- Vancouver 2010 (PlayStation 3, Xbox 360, PC) (2010)
- Goldeneye 007 (Wii) (2010)
- Rio (PlayStation 3, Xbox 360, Wii) (2011)
- Disney Universe (PlayStation 3, Xbox 360, Wii, PC) (2011)
- GoldenEye 007: Reloaded (PlayStation 3, Xbox 360) (2011)